# ایوان کرل
ایوان کرل (انگلیسی: Iván Carril؛ زادهٔ ۱۳ فوریهٔ ۱۹۸۵) بازیکن فوتبال اهل اسپانیا است.
از باشگاه‌هایی که در آن بازی کرده‌است می‌توان به باشگاه فوتبال دپورتیوو لاکرونیا و باشگاه فوتبال اوکلند سیتی اشاره کرد.